# Springbrunnen-Theorie
Die Dynamische Springbrunnen-Theorie erklärt, wie über der Mondoberfläche schwebender Staub in große Höhen gelangen kann. Die Theorie wurde von Timothy J. Stubbs, Richard R. Vondrak und William M. Farrell vom Laboratory for Extraterrestrial Physics am Goddard Space Flight Center der NASA aufgestellt.
Obwohl der Mond keine Atmosphäre besitzt, gibt es über der Oberfläche eine dünne Schicht (~3 cm – 30 cm) schwebender Staubpartikel. Die Ursache für dieses Phänomen liegt in der elektrostatischen Aufladung des Staubs durch Sonnenlicht und durch elektrisch geladene Teilchen des Sonnenwinds. Außerdem führte ein von Astronauten beobachtetes Phänomen namens „lunar horizon glow“ zu der Hypothese, dass eine mögliche „Staubatmosphäre“ des Mondes bis in größere Höhen reichen könnte. Das „Dynamic Fountain Model“ (deutsch: Dynamisches Springbrunnenmodell) liefert vor diesem Hintergrund die theoretische Grundlage für eine Simulation, die zeigt, unter welchen Bedingungen Mondstaub (Partikelgröße <1 µm) von der Oberfläche abgestoßen werden und in Höhen von ~100 km gelangen kann, um dann aufgrund der Gravitation wieder zu Boden zu sinken. Der Begriff „Springbrunnen“ soll dabei die Vorstellung eines (amerikanischen) Trinkbrunnens evozieren: Der Wasserbogen aus dem Kran erscheint statisch, aber das Wasser selbst ist in Bewegung.
Die NASA-Mission Lunar Atmosphere and Dust Environment Explorer (LADEE) von 2013 sollte unter anderem das „lunare Horizontglühen“ auf der Basis des Dynamic Fountain Models untersuchen, konnte aber keine Belege für eine permanente Staubatmosphäre des Mondes finden. Die von Astronauten beobachteten optischen Phänomene werden jetzt als Zodiakallicht interpretiert, das von interplanetaren Staubpartikeln im inneren Sonnensystem verursacht wird.